# Maria Stuart

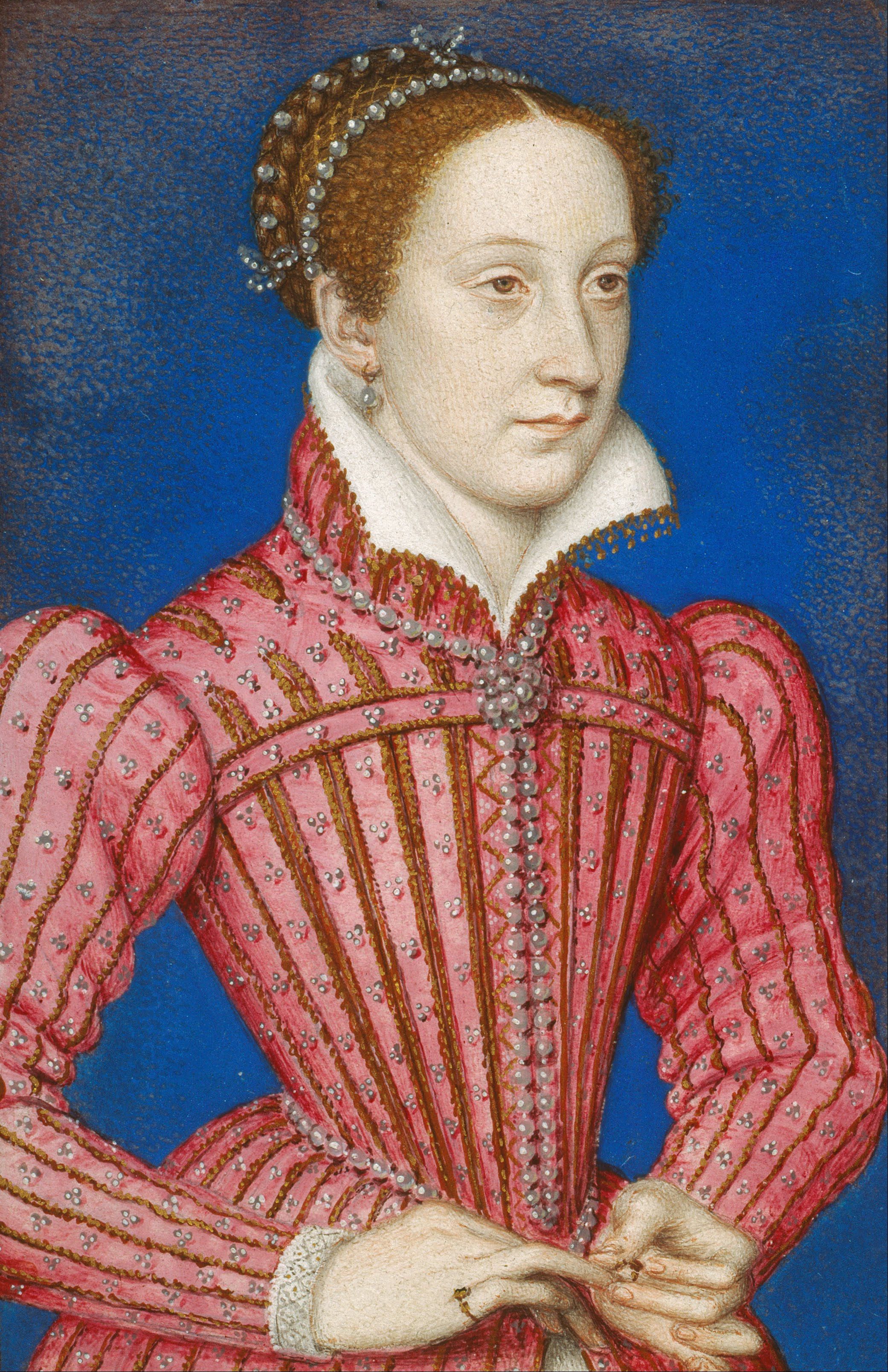
Mary Stuart, um 1558,
Porträt nach François Clouet

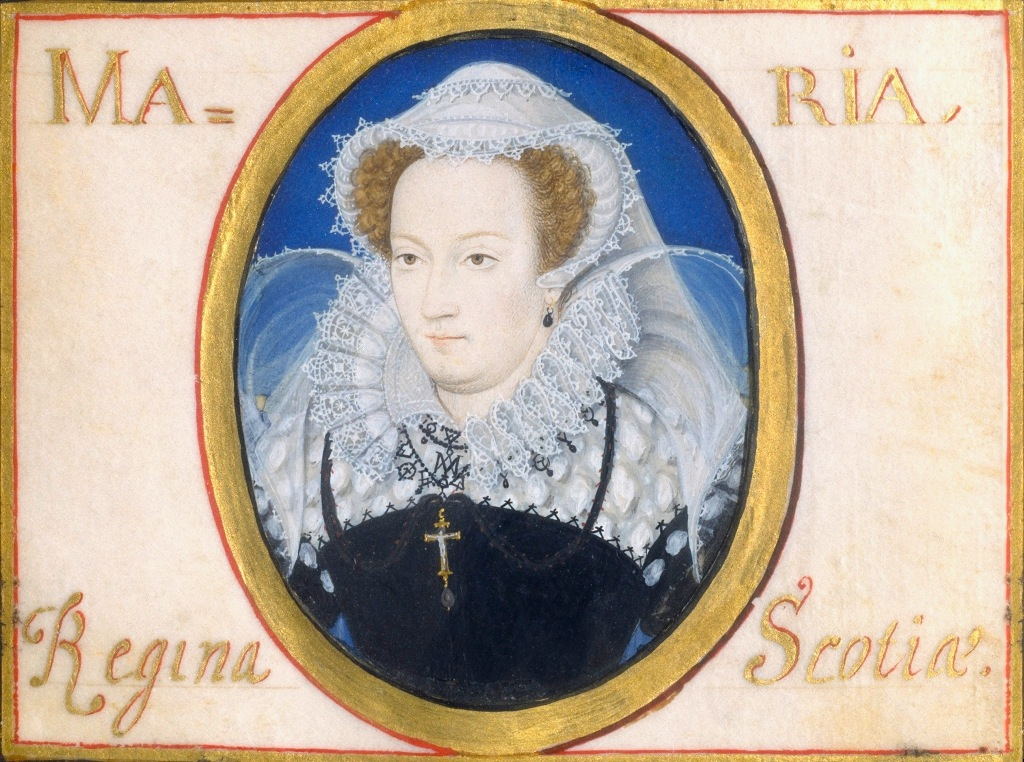
Mary Stuart auf einer Miniatur von Nicholas Hilliard von 1578

Maria Stuart (* 8. Dezember 1542 in Linlithgow Palace; † 8. Februarjul. / 18. Februar 1587greg. in Fotheringhay Castle), englisch Mary Stuart, geboren als Mary Stewart, war vom 14. Dezember 1542 bis zum 24. Juli 1567 als Mary I. Königin von Schottland sowie durch ihre Ehe mit Franz II. von 1559 bis 1560 auch Königin von Frankreich; sie entstammte dem Haus Stuart.
Da Schottland zur Zeit ihrer Geburt von politischen und religiösen Unruhen erschüttert war, wurde Mary Stuart im Alter von fünf Jahren nach Frankreich gebracht und an der Seite ihres künftigen Ehemanns Franz II. erzogen. Durch die Ehe mit Franz II. wurde sie Königin von Frankreich, allerdings war sie in der Regierung nicht direkt beteiligt. Durch dessen frühen Tod wurde sie bereits im Alter von 17 Jahren zur Witwe und kehrte 1561 nach Schottland zurück. In Schottland hatte sie im Gegensatz zu Frankreich bedeutend mehr Macht als Alleinherrscherin und Königin aus eigenem Recht. Dort gelang es ihr aber nicht, die zahlreichen Spannungen unter den konkurrierenden Adelsfamilien zu entschärfen. Nach der Ermordung ihres zweiten Gemahls Lord Darnley im Februar 1567, an der ihr eine Mittäterschaft angelastet wurde, geriet sie innenpolitisch verstärkt unter Druck. Infolgedessen wurde sie im Juni 1567 im Loch Leven Castle gefangen genommen und musste zugunsten ihres Sohnes Jakob abdanken. Nach ihrer Flucht und einer verlorenen Schlacht am 13. Mai 1568 bei Langside ging sie ins Exil nach England. Ihre zweite Lebenshälfte war geprägt von einem fortwährenden Konflikt mit Königin Elisabeth I. – ihrer Tante zweiten Grades –, der unter anderem auf einem gemeinsamen Anspruch auf den englischen Königsthron basierte. Nachdem Maria Stuart verdächtigt worden war, an einem geplanten Attentat auf die englische Königin beteiligt gewesen zu sein, nämlich dem Babbington-Komplott, wurde sie wegen Hochverrats 1587 hingerichtet, wobei die englische Königin Elizabeth I. lange zögerte, ihr Todesurteil zu unterschreiben, da Mary Stuart eine gekrönte Königin war, die man nicht einfach exekutieren konnte.
Aufgrund der zahlreichen künstlerischen Bearbeitungen ihrer Lebensgeschichte gilt sie als eine der bekanntesten schottischen Monarchengestalten.

## Leben

### Frühe Kindheit in Schottland

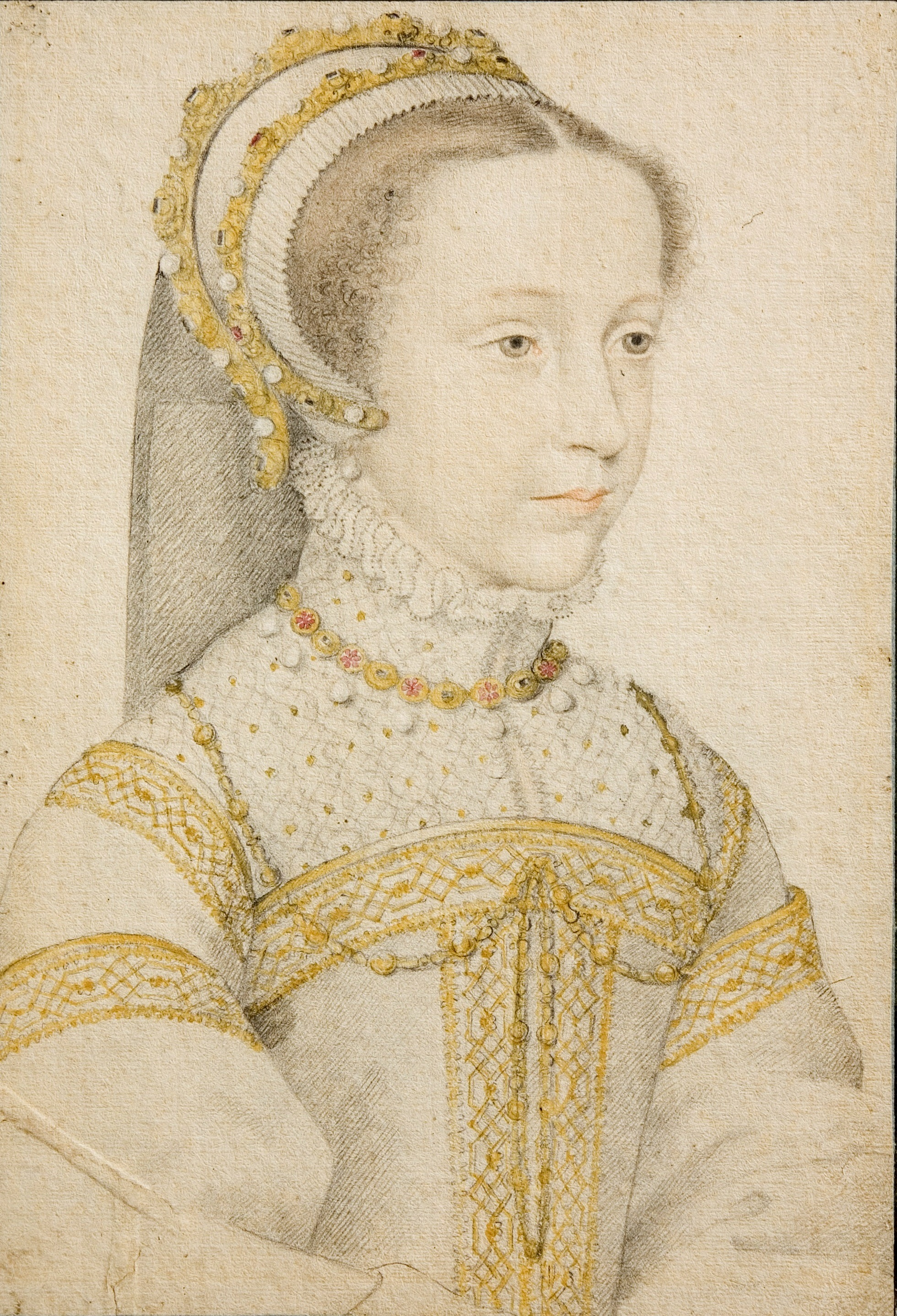
Maria Stuart im Alter von 13 Jahren,
Porträt von François Clouet

Maria war die Tochter König Jakobs V. von Schottland und seiner zweiten Ehefrau Marie de Guise. Ihre Großmutter väterlicherseits war die englische Prinzessin Margaret Tudor, ältere Schwester von Heinrich VIII., weshalb Maria Stuart einen Anspruch auf den englischen Thron hatte. Diese Tatsache und besonders ihr Selbstverständnis als Erbin der englischen Krone sollte sie zur gefährlichsten Gegenspielerin von Königin Elisabeth machen, die als Cousine ihres Vaters ihre Tante zweiten Grades war.
König Jakob V. starb im Alter von 30 Jahren im Falkland Palace. Schottland war gerade in der Schlacht von Solway Moss von den Engländern vernichtend geschlagen worden, und Marias Vater betrauerte auf dem Sterbebett noch seine beiden im Jahr zuvor verstorbenen Söhne, als ihn die Nachricht von der Geburt einer Tochter erreichte. Er soll das Ereignis mit den Worten kommentiert haben: „Mit einem Mädchen hat es begonnen, mit einem Mädchen wird es enden! (It began with a lass, and it will end with a lass!)“. Dies war eine Anspielung auf die Stewart-Dynastie, die durch eine Heirat mit Marjorie Bruce, der Tochter von Robert I., den Thron bestiegen hatte, und nun mit einer neugeborenen Königin unterzugehen drohte.
Die erst sechs Tage alte Maria war nun Königin von Schottland. James Hamilton, 2. Earl of Arran, der Nächste in der Thronfolge, war bis 1554 Regent und wurde dann durch die Königinmutter abgelöst, die bis zu ihrem eigenen Tod im Jahr 1560 herrschte. Im Juli 1543, sechs Monate nach Marias Geburt, wurde vertraglich vereinbart, dass sie neun Jahre später mit dem zukünftigen englischen König Eduard VI. vermählt werden sollte und dass ihre Erben in Personalunion über England und Schottland herrschen sollten. Am 9. September 1543 wurde Maria Stuart formell im Stirling Castle zur schottischen Königin gekrönt, wobei sie königliche Roben trug, die speziell auf ihre Körpergröße abgestimmt worden waren, sonst aber weitgehend dem Original entsprachen.
Der Vertrag mit England wurde Ende 1543, wenige Wochen nach der Krönung, durch das schottische Parlament aufgelöst. Heinrich VIII. hatte verlangt, dass Schottland seine traditionelle Auld Alliance mit Frankreich (Defensivbündnis der beiden Länder gegen England) auflösen sollte, was abgelehnt wurde. Daraufhin befahl Heinrich, Schottland anzugreifen. Dieser Krieg zwischen Schottland und England wurde später als „Rough Wooing“ (dt.: Rüde Brautwerbung) bezeichnet. Im Mai 1544 erreichte Edward Seymour, 1. Duke of Somerset, mit seiner Flotte den Hafen von Leith. Seine Aufgabe war es, Edinburgh einzunehmen und die junge Königin zu entführen. Doch Marie de Guise versteckte ihre Tochter in den geheimen Räumen von Stirling Castle.
Am 10. September 1547 erlitten die Schotten in der Schlacht bei Pinkie Cleugh eine verheerende Niederlage. Marie de Guise brachte ihre Tochter zunächst in der Priorei von Inchmahome in Sicherheit und wandte sich dann an den französischen Botschafter. Der neue französische König Heinrich II. schlug die Vereinigung Schottlands mit Frankreich vor, indem Maria seinen erstgeborenen Sohn Franz heiraten sollte.
Im Februar 1548 schickte Marie de Guise ihre Tochter nach Dumbarton Castle. Mittlerweile hatten die Engländer mehrmals schottisches Gebiet überfallen. Sie eroberten die strategisch wichtige Stadt Haddington, wurden dort aber im Juni von der französischen Armee vertrieben. Am 7. Juli wurde in einem Nonnenkloster bei Haddington die Heiratsvereinbarung zwischen Maria und Franz II. unterzeichnet. Am 7. August 1548 legte die französische Flotte in Dumbarton ab und brachte die fünfjährige Königin nach Frankreich. Die Überfälle der Engländer dauerten bis Juni 1551 an und schwächten das Land empfindlich.

### Leben in Frankreich

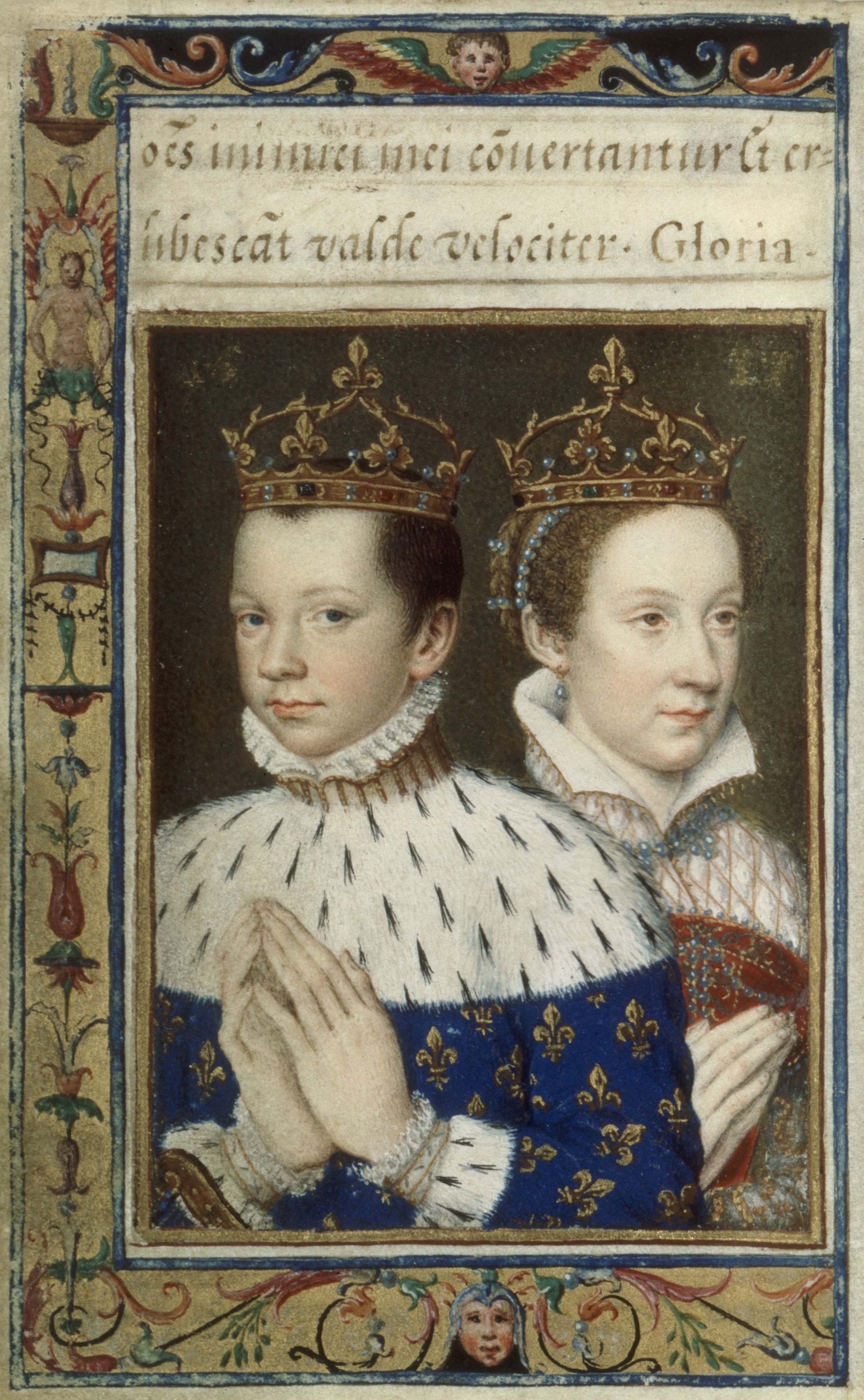
Miniatur von Franz II. und Maria von Frankreich, um 1558

Zeitgenössischen Berichten zufolge war Maria während ihrer Kindheit lebhaft, hübsch und intelligent. In ihr Exil nach Frankreich wurde sie von ihrem eigenen kleinen Hofstaat begleitet, bestehend aus zwei Lords, zwei Halbbrüdern und den „vier Marys“, vier Mädchen gleichen Alters, die alle den Namen Mary trugen und Töchter der angesehensten adligen Familien Schottlands waren: Beaton, Seton, Fleming und Livingston.
Nach Angaben von Heinrich II. (Frankreich) hatten sich Maria und Franz II. (Frankreich) augenblicklich so gut verstanden, als seien sie schon seit Jahren befreundet gewesen. Auch wuchs ihr Heinrichs älteste Tochter Prinzessin Elisabeth von Valois sehr ans Herz und die beiden wurden unzertrennlich – sie waren sogar beste Freundinnen.
Der Kardinal von Lorraine schrieb an Marias Mutter, dass der König Konversationen mit der jungen Maria genoss, weil er das Gefühl hatte, dass er mit einer fünfundzwanzigjährigen jungen Dame sprach – so ausgesprochen hervorragend war ihre Kommunikationsstärke und sie schaffte es immer wieder, den König zu unterhalten, ohne dass ihm langweilig wurde.
Am französischen Hof erhielt sie die bestmögliche Erziehung und Unterricht in ihrem heimischen Scots, Latein, Spanisch, Italienisch und möglicherweise Griechisch. Zu Beginn hatte die junge Schottin Schwierigkeiten, die französische Sprache zu erlernen, wurde mit den Jahren aber immer besser. Am interessantesten fand Maria Geographie und war fasziniert davon. Insgesamt waren alle Lehrer stets begeistert von Maria, weil sie Informationen schnell aufnahm und sehr klug war. Die französische Sprache war zeitlebens ihre Muttersprache. Sie erlernte auch zwei Musikinstrumente sowie Reiten, die Falknerei und Nadelarbeiten. Während dieser Zeit nahm sie den Nachnamen Stuart an, die französische Schreibweise von Stewart.
In ihrer Freizeit war sie gerne gemeinsam mit den vier Marys oder Elisabeth an der frischen Luft. Sie verbrachte auch gerne die Zeit im Schloss, nähte, stickte oder kochte französische Marmelade. Am liebsten tanzte sie – manche sagten sogar, es sei ihre Leidenschaft gewesen. Sie spielte zudem gerne mit Franz Karten, Schach oder Backgammon.
Maria liebte Tiere aller Art, am besten gefielen ihr Hunde (insbesondere Terrier und Spaniel), die sie frei in den Gärten oder im Schlafgemach herumlaufen ließ. Ihre zweitliebsten Tiere waren Ponys. Mit fünfzehn Jahren bat sie ihre Mutter, ihr gute Hackney-Pferde aus Schottland zu schicken, vor allem, weil sie diese an Franz’ Brüder verschenken wollte.
Am 24. April 1558 heiratete sie vertragsgemäß den ein Jahr jüngeren Dauphin Franz, den französischen Thronfolger. Die prachtvolle Hochzeitszeremonie fand in der Kathedrale Notre-Dame de Paris statt. Sie trug ein weißes Hochzeitskleid, das mit etlichen Diamanten und hochwertigen Steinen verziert war – zur Überraschung aller Anwesenden, denn Weiß war die traditionelle Farbe der Trauer in Frankreich. Historiker konnten ihrem Brief an ihre Mutter entnehmen, dass Maria glücklich über die Heirat mit dem Dauphin war, denn sie schrieb „All I can tell you is that I account myself one of the happiest women in the world“. Die Hochzeitsfeierlichkeiten dauerten insgesamt mehrere Tage. Nach der Trauung in Notre Dame wurde zuerst im Louvre und danach im Hôtel des Tournelles gefeiert.
Da sie mit ihrem nunmehrigen Ehemann aufgewachsen war, sah sie in ihm eher einen guten Freund oder kleinen Bruder und war demnach wohl nicht in ihn verliebt.
1559 starb ihr Schwiegervater Heinrich II. durch einen Turnier-Unfall und Marias Ehemann wurde als Franz II. inthronisiert. Damit wurde sie auch Königin von Frankreich. Der fünfzehnjährige König war schwach, und die Regierungsgeschäfte in Frankreich fielen über Maria in die Hände ihrer Verwandten, der schon vorher sehr mächtigen Familie der Guise.
Im Sommer des Jahres 1560 ging das Gerücht um, dass Maria schwanger sei, und für sechs Wochen war sie guter Dinge, dass sie tatsächlich ein Kind unterm Herzen trug, jedoch stellte sich im September heraus, dass sie unter einer Scheinschwangerschaft gelitten hatte. Ihre Verwandten scherzten und sagten, dass die siebzehnjährige Maria und der ein Jahr jüngere Franz II. noch genug Zeit hatten, um Kinder zu zeugen.
Jedoch sollten sie diese Zeit nicht besitzen, denn der junge König kehrte an einem Novembertag desselben Jahres vom Jagen zurück und klagte über Schwindel und über ein Summen im Ohr. Am nächsten Sonntag kippte er in der Kirche um. Danach litt er unter einem akuten Schmerz im Kopf und unter schmerzhaften Anfällen, sodass er mehrere Stunden lang weder reden noch sich bewegen konnte. In dieser gesamten Zeit wich Maria nicht von seiner Seite und geriet sogar mit ihrer Schwiegermutter Caterina de’ Medici in Streit, weil diese nicht wollte, dass sich Maria um Franz II. kümmerte. Die Beziehung zwischen Caterina de’ Medici und Maria zerbrach langsam aber sicher, weil Caterina der Guise-Familie nicht vertraute.
Am 5. Dezember 1560 verstarb der junge König; niemand wusste genau wann, nur, dass er irgendwann spät abends gestorben sein musste. Während Caterina die traurige Nachricht über den Tod ihres Sohnes verbreitete, hielt Maria Totenwache und wich nicht von seiner Seite. Sie hatte nun ihren Kindheitsfreund, Ehemann und König verloren und mit seinem Tod auch ihren Titel als Queen consort. Von nun an war Maria eine Königinwitwe und Karl IX. (Frankreich) löste seinen Bruder ab.
Caterina lehnte jegliche Versuche ab, Maria mit dem neuen König von Frankreich zu verheiraten, und so wurde der jungen Königinwitwe klar, dass Caterina sie nicht mehr bei sich haben wollte. Stattdessen übernahm diese die Regentschaft für ihren dritten Sohn Karl IX. (Frankreich). Maria bezeichnete Caterina verächtlich als „Krämerstochter aus Florenz“, eine Anspielung auf deren italienische Wurzeln aus einer einstigen Kaufmannsfamilie. Nach den Klauseln des Vertrages von Edinburgh, der im Juni 1560 nach dem Tod von Marie de Guise geschlossen wurde, zog Frankreich seine Truppen aus Schottland ab und erkannte die Herrschaft Elisabeths I. über England an. Die achtzehnjährige Maria Stuart, die in Frankreich ihre geliebte Heimat gefunden hatte, weigerte sich, den Vertrag zu unterzeichnen. Sie gab freiwillig all ihren Schmuck ab und verließ sogar ihre königlichen Gemächer, um sich in einem privaten Zimmer zurückzuziehen, in dem sie vierzig Tage lang um den Tod ihres verstorbenen Ehemannes trauerte. In den ersten fünfzehn Tagen verweigerte sie jeglichen Besuch (außer ihre Onkel und enge Freunde) und bekam immer wieder neue Heiratsangebote, die sie ablehnte. Sie entschied sich schweren Herzens, nach Schottland zurückzukehren.
Als das Schiff sich in Bewegung setzte und Maria die Küste Frankreichs langsam schwinden sah, brach sie in Tränen aus und weinte bitterlich. Sie hatte Frankreich immer geliebt und Schottland konnte niemals mit Frankreich mithalten. Ihre letzten Worte lauteten: „Adieu Frankreich. Alles ist vorbei. Adieu Frankreich, wahrscheinlich werde ich Deine Küsten nie wieder sehen.“

### Rückkehr nach Schottland

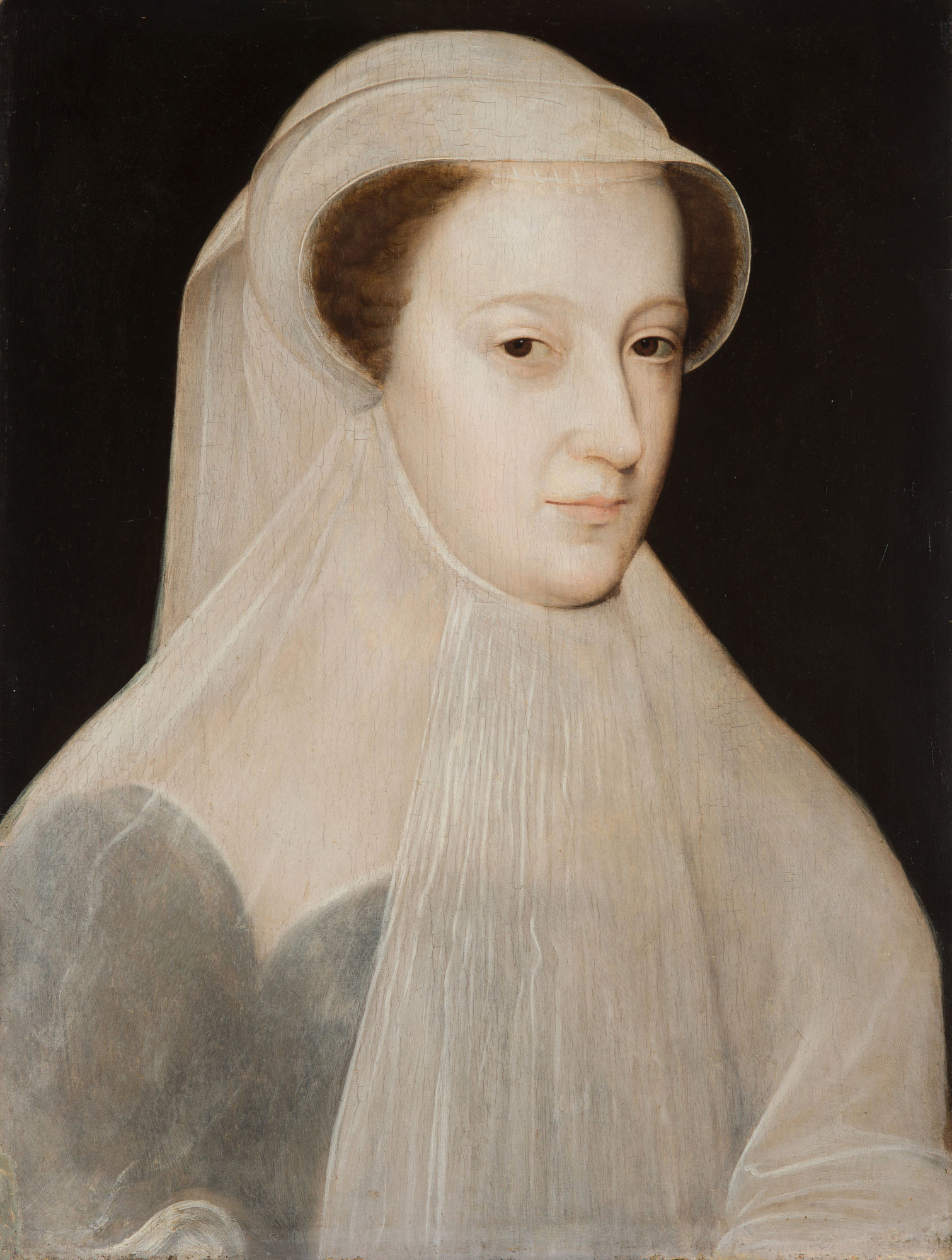
Maria Stuart als 18-jährige Witwe,
Porträt von François Clouet

Die junge Witwe kehrte bald darauf über Calais nach Schottland zurück und betrat am 19. August 1561 in Leith schottischen Boden. Sie beabsichtigte, alles so zu belassen, wie sie es vorgefunden hatte. Gleichzeitig nahm sie aber für sich die Freiheit in Anspruch, ihren katholischen Glauben zu praktizieren. Trotz ihrer Talente war sie nicht auf die gefährliche und komplexe politische Situation vorbereitet, die in Schottland herrschte. Die Reformation spaltete das Volk. Ihr illegitimer Halbbruder James Stewart, 1. Earl of Moray, war Anführer der Protestanten. Viele ihrer Untertanen und auch Elisabeth I., die Monarchin des protestantischen Nachbarlandes England, begegneten der strenggläubigen Katholikin Maria mit Misstrauen. Der Reformator John Knox wetterte öffentlich gegen sie und ihren Lebenswandel. Sie hatte einige stürmische persönliche Begegnungen mit ihm.
Zur Enttäuschung der Katholiken setzte sich Maria Stuart aber nicht aktiv für deren Anliegen ein. Sie tolerierte die neue protestantische Mehrheit und machte ihren protestantischen Halbbruder James Stewart zu ihrem wichtigsten Berater. Unter seiner Führung bereiste sie auch den Norden ihres Reiches und unterwarf dort ihren Cousin George Gordon, 4. Earl of Huntly, den Anführer der katholischen Opposition.

### Gespannte Beziehungen mit England

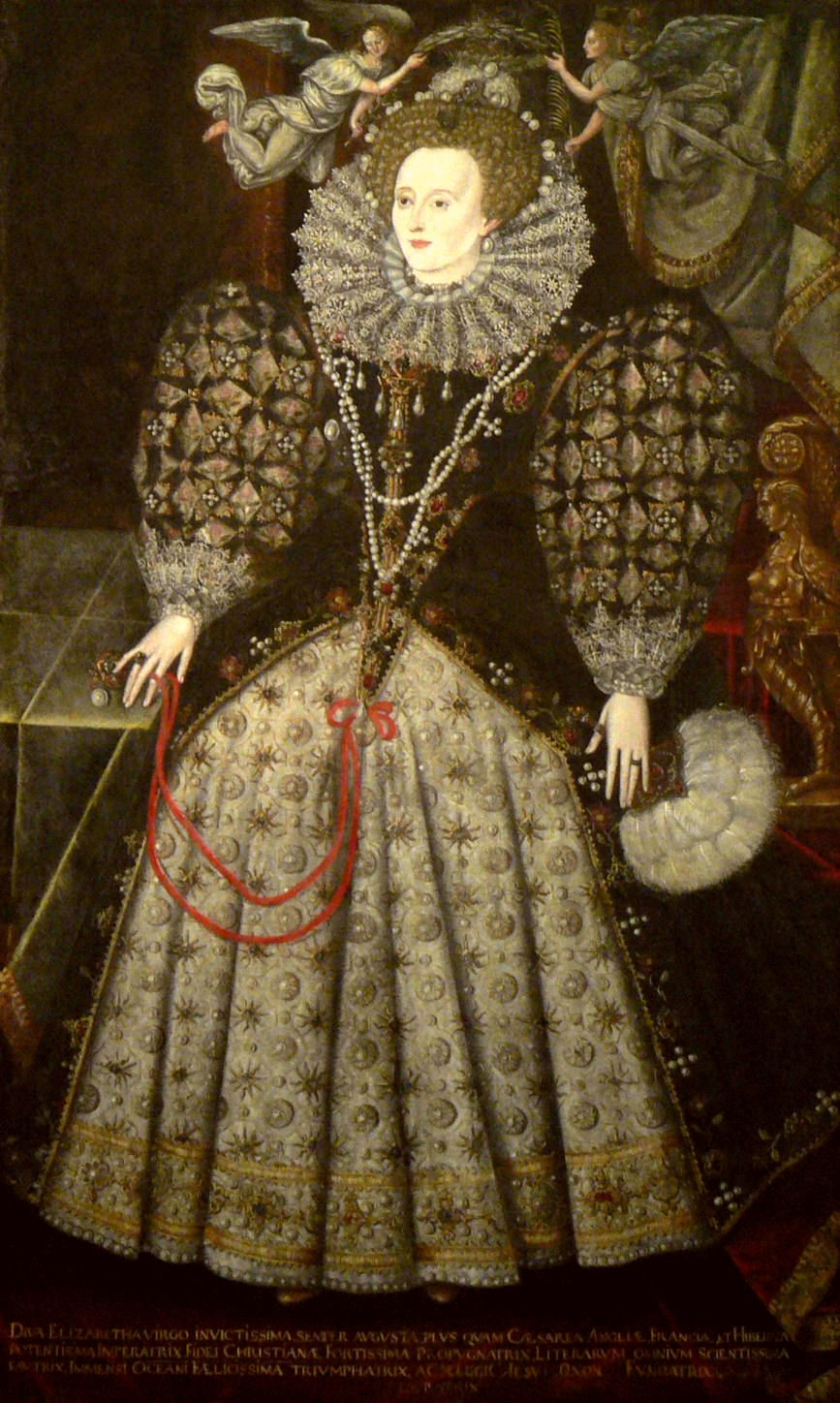
Elisabeth I., Königin von England und Irland, Nicholas Hilliard zugeschrieben

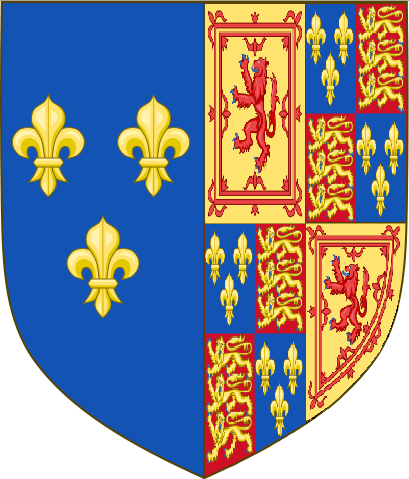
Wappen Marias als Königin der Schotten, von Frankreich und England, 1558–1560

Elisabeth Tudor war 1558 nach dem Tod ihres jüngeren Halbbruders Eduard VI. und ihrer älteren Halbschwester Maria I. Königin von England geworden. Ihr Vater Heinrich VIII. hatte ihre Mutter Anne Boleyn noch zu Lebzeiten seiner ersten Frau Katharina von Aragon geheiratet. Die katholische Kirche erkannte Heinrichs Scheidung von Katharina nicht an, betrachtete die Ehe mit Anne Boleyn als ungültig und Elisabeth somit als uneheliches Kind. Uneheliche Kinder waren jedoch nicht erbberechtigt, weshalb aus katholischer Sicht die Krone nach dem Aussterben von Heinrichs legitimen Nachkommen auf die Nachkommen seiner Schwester Margaret Tudor übergehen sollte. Entsprechend hatte Heinrich II. von Frankreich nach dem Tod von Maria I. von England 1558 seine Schwiegertochter Maria Stuart zur Königin von England proklamieren lassen. Maria führte von nun an das königliche Wappen Englands neben dem schottischen und französischen. Sie weigerte sich auch später stets, ihren Anspruch auf den englischen Thron aufzugeben, was auch durch ihr Festhalten an der Ablehnung des Vertrags von Edinburgh zum Ausdruck kam. Viele Katholiken in England betrachteten Elisabeth als unrechtmäßige Thronfolgerin. Sie glaubten, dass Maria als legitime Urenkelin Heinrichs VII. rechtmäßig auf den englischen Thron gehöre. Da sie obendrein von Margaret Tudor abstammte, der ältesten Tochter Heinrichs VII., stand sie laut dem Gesetz der Primogenitur dem Thron näher als die Nachkommen der jüngeren Tochter Mary Tudor, wie zum Beispiel die protestantischen Schwestern Mary und Catherine Grey. Aus diesen Gründen war die katholische Maria für Elisabeth und ihren protestantischen Hof eine ständige Bedrohung. Dies vor allem, nachdem Papst Pius V. Elisabeth I. 1570 exkommuniziert hatte und die katholische Minderheit in England aufforderte, sich der „Ketzerin“ auf dem Thron zu entledigen, um mit Hilfe Maria Stuarts die alte katholische Kirche wieder einzusetzen (Bulle Regnans in Excelsis).
Maria Stuart versuchte oft, die Spannungen zwischen sich und Elisabeth zu lösen. Noch während sie in Frankreich gelebt hatte, hatte Maria ihrer Tante zweiten Grades Elisabeth ein Miniatur-Porträt von sich geschickt, mit der Erwartung, dass Elisabeth auch eins von sich schickte. Jedoch tat Elisabeth das nie. Als Maria erfahren hatte, dass Elisabeth an Windpocken erkrankt war, hatte sie ihr einen Brief zukommen lassen, in dem sie ihr Trost spendete und ihr gute Besserung wünschte. So oft hatte Maria Elisabeth „ihre Schwester“ genannt, in der Hoffnung, sich mit der Königin von England zu vertragen. Maria Stuart lud Elisabeth sogar nach Edinburgh ein. Diese weigerte sich jedoch die Einladung anzunehmen, und die Spannungen blieben. Sir William Maitland of Lethington wurde mit dem Hintergedanken als Botschafter an den englischen Hof gesandt, ihr Vorteile auf den englischen Thron zu sichern. Elisabeths Antwort wird wie folgt überliefert: „Bei der Würde der Krone glaube ich, dass sie sie in meiner Zeit niemals erlangen wird.“ In einem Brief an ihren Onkel mütterlicherseits, François de Lorraine, schreibt Maria Stuart jedoch, Maitland habe ihr berichtet, dass Elisabeths wörtliche Ansicht war, dass „ich meiner Überzeugung nach niemanden besseres kenne, noch würde ich ihr jemanden vorziehen.“
Im Dezember 1561 wurde ein Treffen beider in England vorbereitet, doch Elisabeth änderte kurzfristig ihre Meinung. Das Treffen hätte in York „oder einer anderen Stadt“ im August oder September 1562 stattfinden sollen. Im Juli 1562 jedoch schickte Elisabeth Sir Henry Sidney nach Edinburgh, um das Treffen wegen des französischen Bürgerkriegs abzusagen. 1563 versuchte Elisabeth erneut, Maria Stuart zu neutralisieren, indem sie eine Heirat mit Robert Dudley, 1. Earl of Leicester vorschlug, ihrem eigenen Favoriten und Vertrauten. Dudley war Engländer und Protestant und hätte so beide Probleme gelöst. Elisabeth schickte einen weiteren Botschafter zu Maria Stuart mit der Nachricht, dass, wenn sie jemanden nach der Wahl Elisabeths (gemeint war Lord Robert Dudley) heiraten würde, sie selbst – Elisabeth – „dafür sorgen würde, dass sie [Maria Stuart] die verbriefte Bestätigung als nächste Cousine und Erbin des Thrones bekäme“. Dieser Vorschlag verlief im Sande, nicht zuletzt, weil Robert Dudley selbst alles tat, um das Heiratsprojekt zu verhindern.

### Ehe mit Lord Darnley

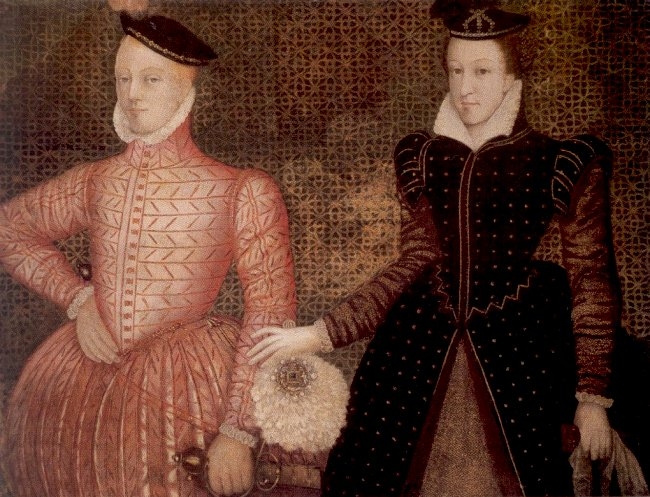
Maria Stuart (rechts) und ihr Gemahl Lord Darnley

Der verwitweten Maria Stuart wurden die Könige von Schweden, Dänemark und Frankreich, Erzherzog Karl von Österreich, Don Carlos von Spanien, die Herzöge von Ferrara, Namur und Anjou, der Earl of Arran und der Earl of Leicester als potenzielle Ehemänner angetragen. An Don Carlos, dem spanischen Thronfolger, zeigte sie ernsthaftes Interesse, doch entschied Philipp II. sich schließlich gegen eine solche Verbindung, die ihn zu sehr in Gegensatz zu England gebracht hätte.
1565 verliebte sie sich Hals über Kopf in ihren neunzehnjährigen Cousin Henry Stuart, Lord Darnley, den Sohn des Earl of Lennox. Dieser hätte durch diese Ehe seinen Sohn in die unmittelbare Nähe des englischen Throns gebracht. Darnleys Mutter war Margaret Douglas, Marias Tante und über ihre Mutter Margaret Tudor Nichte Heinrichs VIII. Doch außer diesem Thronanspruch und seinem guten Aussehen gab es nichts, was für Darnley sprach. Er war von wankelmütigem Charakter und neigte zu jugendlichen Eskapaden. Zudem war er drei Jahre jünger als Maria. Die Hochzeit wurde jedoch eilig für den 29. Juli 1565 anberaumt und fand im Holyrood Palace statt.
Diese Eheschließung mit einem Katholiken führte dazu, dass sich Marias Halbbruder, James Stewart, 1. Earl of Moray, mit anderen protestantischen Adligen zusammentat und offen rebellierte. Maria begab sich am 26. August 1565 nach Stirling, um den Rebellen entgegenzutreten, und kehrte im darauf folgenden Monat nach Edinburgh zurück, um weitere Truppen zu organisieren. Die Rebellion wurde rasch niedergeschlagen und Moray floh mit seinen Anhängern ins Exil.
Die Ehe verärgerte auch Elisabeth. Sie war der Ansicht, dass die Heirat nur mit ihrer Erlaubnis hätte stattfinden dürfen, weil Darnley ein englischer Untertan war. Die Ehe stellte aufgrund des königlichen Blutes von Darnley eine Bedrohung für Elisabeth dar. Ein Kind aus dieser Ehe hätte einen gerechtfertigten Anspruch sowohl auf den schottischen als auch auf den englischen Thron gehabt.

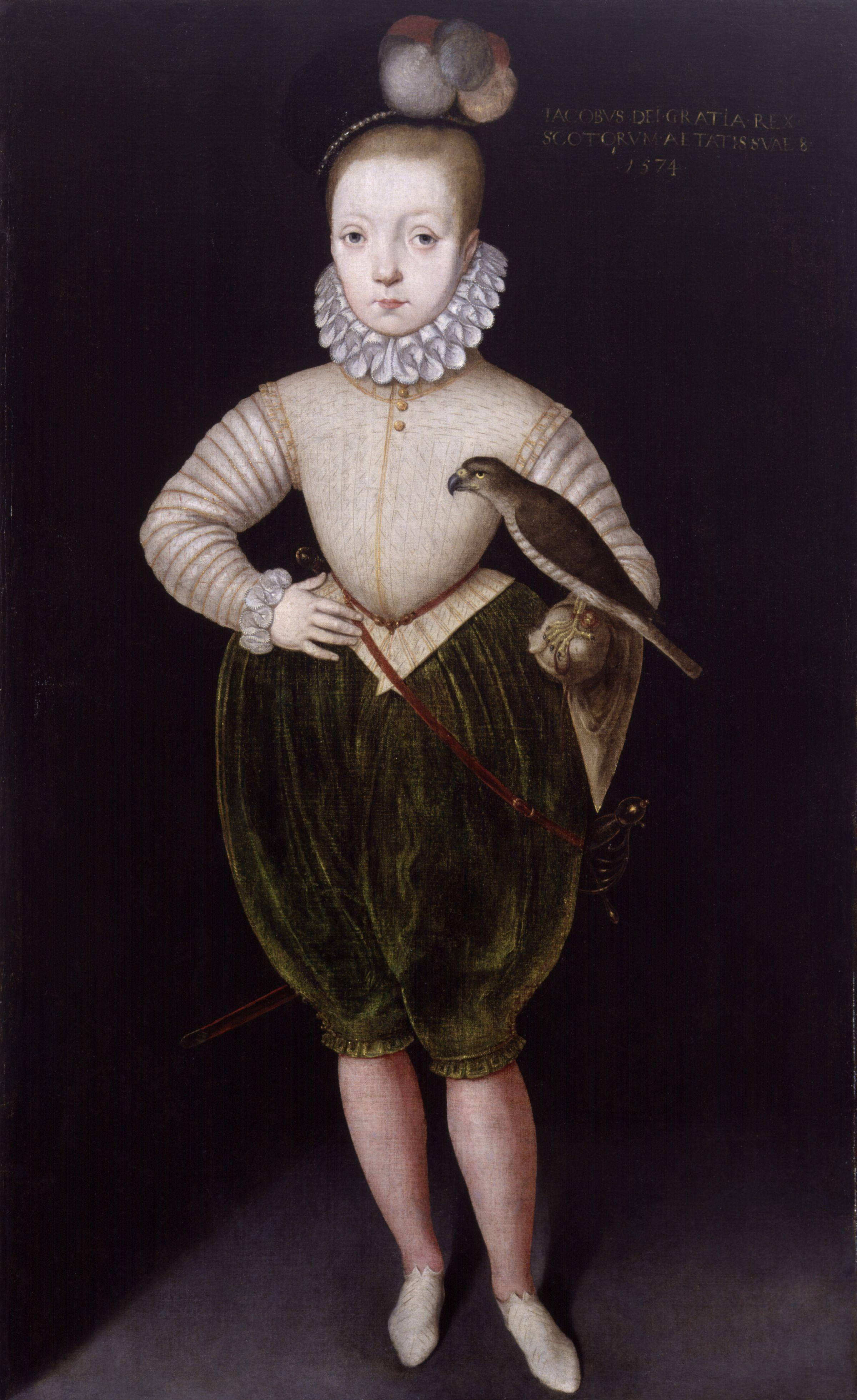
Jakob, Sohn von Maria Stuart und Lord Darnley, 1574

Schon wenige Monate nach der Hochzeit berichtet der englische Botschafter von zunehmenden Spannungen zwischen dem jungvermählten Herrscherpaar. Lord Darnleys Lebenswandel sorgte in Edinburgh für Skandale, und Marias Desinteresse war unübersehbar. Darnley forderte immer deutlicher die Gewährung der tatsächlichen Rechte eines Königs seitens des Parlaments. Maria gewährte ihm zwar den königlichen Titel (crown matrimonial), wollte ihm aber keine Machtbefugnisse einräumen.
Die enge Freundschaft und Vertrautheit zwischen Maria und ihrem Privatsekretär David Rizzio schürte Darnleys Eifersucht. Er schien Gerüchten Gehör zu schenken, dass Rizzio Marias Liebhaber sei. So ging er einen Pakt mit führenden protestantischen Adligen ein. Es war vermutlich Darnleys Ziel, Titel und Position eines Königs von Schottland zu ergreifen. Die Ziele der Mitverschwörer blieben undeutlich. Gewalttaten vonseiten schottischer Lords waren nicht ungewöhnlich, politische Seitenwechsel an der Tagesordnung.
Am Abend des 9. März 1566 drangen sie unter Führung Darnleys gemeinsam in das kleine Esszimmer der Königin in Holyrood Palace ein. Darnley hielt die schwangere Königin fest, während die anderen Rizzio im Vorzimmer erstachen. Als einer der Verschwörer sich gegen die Königin wenden wollte, stellte sich Darnley schützend vor sie. Die Verschwörer stellten die Königin unter Hausarrest, doch sie entkam mit der Hilfe ihres Mannes, dem sie eingeredet hatte, sie würde seinen Forderungen nachkommen. In Sicherheit gelangt, distanzierte sich Maria jedoch von ihrem Mann. Er hatte sich durch sein Vorgehen von der Königin entfremdet und war aus Sicht der adligen Mitverschwörer kompromittiert.
Am 19. Juni 1566 wurde ihr Sohn, der zukünftige König Jakob VI., im Edinburgh Castle geboren. Darnley zog zunehmend den Hass der schottischen Lords auf sich und floh nach Glasgow zu seinem Vater, wo er schwer erkrankte (vermutlich an Syphilis oder den Pocken). Auf Marias Wunsch hin kehrte er aus Glasgow zurück nach Edinburgh und erholte sich im Haus Kirk o’Field, wo Maria ihn häufig besuchte. So entstand der Eindruck, die Versöhnung zwischen den Eheleuten stehe bevor.

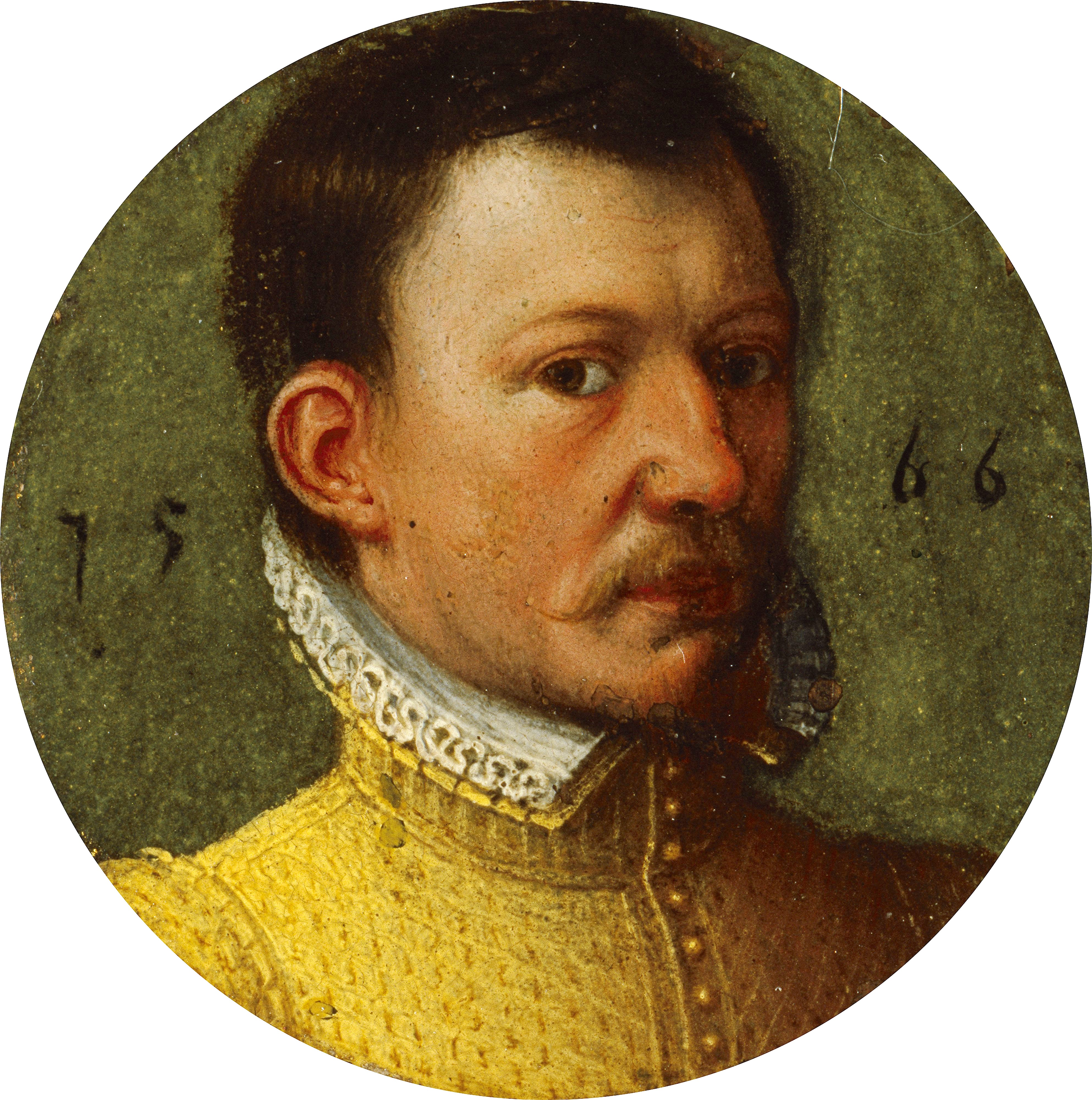
James Hepburn, Earl of Bothwell, 1566

Am 10. Februar 1567 ereignete sich im Haus eine gewaltige Explosion, und Darnley wurde tot im Garten gefunden. Er war unbekleidet und wies keine Verletzungen auf, es wird angenommen, dass er auf der Flucht erdrosselt wurde. Es war klar, dass er im Rahmen eines Komplotts ermordet worden war: Bereits im November 1566 hatten wichtige Adlige in Anwesenheit Marias auf Craigmillar Castle einen Schwur geleistet (bond of manrent), Darnley zum Wohle des Staates zu beseitigen. Marias Mitwisserschaft an dem Plan wird oft bestritten, ist jedoch kaum ernsthaft zu bezweifeln.
Darnleys Ermordung beschädigte ihr Ansehen enorm. Hauptdrahtzieher war sehr wahrscheinlich James Hepburn, 4. Earl of Bothwell, den sie bereits im Oktober zuvor auf seiner Burg Hermitage Castle spontan besucht hatte, als sie von seiner Erkrankung erfuhr. Es fand ein Scheinprozess gegen Bothwell statt, in dem er am 12. April 1567 freigesprochen wurde. Die Bevölkerung Edinburghs war dadurch aber nicht zufriedenzustellen.

### Heirat mit Lord Bothwell
Am 24. April 1567 besuchte Maria zum letzten Mal ihren Sohn auf Stirling Castle. Auf dem Weg zurück nach Edinburgh ließ sie sich offenbar ohne Widerstand von Hepburn und seinen Männern entführen und verbrachte einige Tage im Schloss von Dunbar. Nun überschlugen sich die Ereignisse: Am 3. Mai 1567 ließ sich Bothwell von seiner Frau scheiden und kehrte drei Tage später mit Maria nach Edinburgh zurück. Am 12. Mai 1567 vergab Maria ihrem Entführer öffentlich, indem sie ihn zum Duke of Orkney erhob. Am 15. Mai 1567, nur drei Monate nach der Ermordung Darnleys, heiratete sie im Holyrood Palace denjenigen Mann, den viele für den Mörder hielten. Diese Heirat erwies sich sehr bald als großer Fehler; denn es kam zu einem Aufstand der ihr zuvor treu ergebenen Adligen, die ihre Abdankung forderten.
Am 15. Juni 1567 versuchte Maria zwar nochmals bei Carberry, in der Nähe von Edinburgh, das Ruder zu ihren Gunsten herumzureißen. Doch selbst das Heer, das sie mit Bothwell um sich geschart hatte, weigerte sich, für sie zu kämpfen. Es blieb ihr nichts anderes übrig, als sich den Fürsten ihres Landes zu ergeben. Sie wurde im Loch Leven Castle gefangengesetzt, auf einer Insel im Loch Leven, unter der Herrschaft von William Douglas, 6. Earl of Morton und der Aufsicht seiner Mutter Margaret Erskine, die zugleich die Mutter von Marias Halbbruder James Stewart war. Dieser übernahm nach seiner Rückkehr aus Frankreich im August die Regentschaft, nachdem Maria am 24. Juli 1567 ihre Abdankung zugunsten ihres Sohnes unterzeichnet hatte. Der gut einjährige Junge wurde fünf Tage später in der Holy Rude Church in Stirling als König Jakob VI. gekrönt.

### Flucht nach England

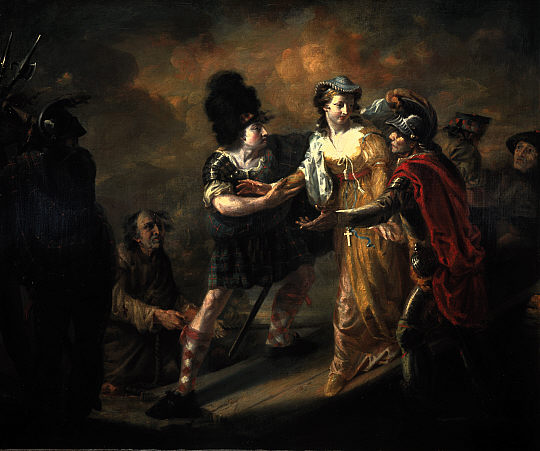
Maria Stuarts Flucht aus Loch Leven Castle von William Craig Shirreff (1805)

Im Loch Leven Castle erlitt Maria nach eigenen Angaben auch eine Fehlgeburt von Zwillingen. Mit der Hilfe ihres jungen Gefängniswärters Willie Douglas, nicht zu verwechseln mit dem Burgherrn William Douglas, gelang ihr am 2. Mai 1568, knapp ein Jahr nach ihrer Gefangennahme, die Flucht. Wenige Tage danach führte Maria eine Armee von etwa 6000 Getreuen an. Diese wurde jedoch am 13. Mai bei Langside (heute ein Stadtteil von Glasgow) vernichtend geschlagen. Maria floh und erreichte sechs Tage später Carlisle. Dort ersuchte sie Elisabeth um Unterstützung gegen die rebellierenden schottischen Adligen.
Elisabeth war im Prinzip nicht abgeneigt, Maria wieder auf ihren schottischen Thron zu helfen, jedoch war Maria immer noch nicht bereit, den Vertrag von Edinburgh zu akzeptieren und auf ihren englischen Thronanspruch formell zu verzichten. Elisabeth schwankte also weiter zwischen der Anerkennung des Regimes der antimarianischen Lords in Schottland und ihrer eventuellen Hilfe für Maria. Zunächst wollte sie pro forma klären lassen, ob Maria für den Mord an Lord Darnley verurteilt werden sollte. Elisabeth ordnete eine Untersuchung an, die zwischen Oktober 1568 und Januar 1569 in York vorgenommen wurde. Die Untersuchung war politisch beeinflusst: Elisabeth wünschte weder eine Verurteilung wegen Mordes noch einen Freispruch.
Maria berief sich darauf, dass sie eine rechtmäßige Königin sei und daher von keinem Gericht verurteilt werden könne. Ihr Halbbruder, der Earl of Moray, hatte inzwischen die Regierungsgeschäfte übernommen und war bestrebt, Maria aus Schottland herauszuhalten und ihre Anhänger zu kontrollieren.
Um sie zu belasten, präsentierten Marias schottische Gegner der Kommission die sogenannten Kassettenbriefe (Casket Letters), acht Briefe, die Maria angeblich an den Earl of Bothwell geschrieben haben sollte. James Douglas, 4. Earl of Morton, behauptete, sie seien in Edinburgh in einer silbernen Schatulle mit einem eingravierten F (angeblich für Franz II.) gefunden worden, zusammen mit anderen Dokumenten (darunter die Heiratsurkunde von Maria und Hepburn). Maria weigerte sich, vor Gericht zu erscheinen. Sie wollte erst dann eine schriftliche Verteidigung abgeben, wenn Elisabeth ihr den Freispruch garantierte; dieser Vorschlag wurde abgelehnt. Obwohl die Casket Letters nach einer Untersuchung der Handschrift und des Inhalts als echt befunden wurden, kam die Kommission zu dem Schluss, dass damit der Mord an Lord Darnley nicht bewiesen werden konnte. Dieses Ergebnis entsprach genau den Wünschen Elisabeths.

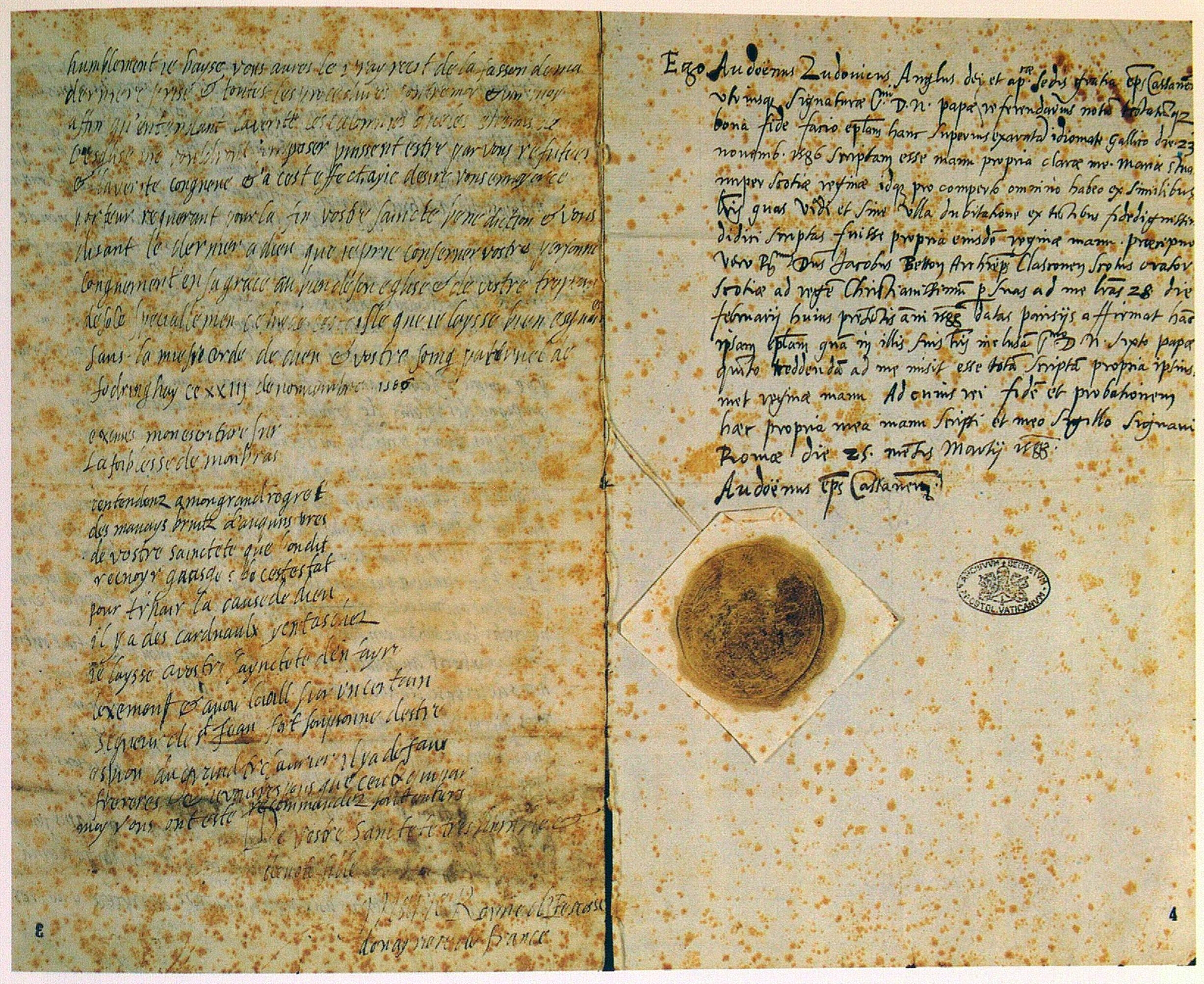
Die letzten Seiten eines eigenhändigen Briefs Maria Stuarts vom 23. November 1586 an Papst Sixtus V. Città del Vaticano, Archivio Segreto Vaticano, Archivum Arcis, Arm. I–XVIII, 4082, fol. 3v–4r

Die Authentizität der Casket Letters ist bis heute unter Historikern umstritten, da die Originale 1584 vernichtet wurden und keine der vorhandenen Kopien einen kompletten Satz bildet. Auch handelt es sich bei den Kopien bis auf einen Fall um Übersetzungen aus dem französischen Original. Maria argumentierte, es sei nicht schwierig, ihre Handschrift zu imitieren. In späteren Jahrhunderten wurde vermutet, dass die Briefe komplette Fälschungen seien, dass verdächtige Passagen vor der Konferenz von York eingefügt worden sind oder dass die Briefe an Bothwell von einer anderen Person geschrieben worden sind. Es ist heute unmöglich, die Echtheit oder Fälschung der Briefe eindeutig festzustellen. Auch ist die Bedeutung dieser Briefe für die Frage nach Marias Mitschuld an der Ermordung ihres Gemahls Lord Darnley maßlos überschätzt worden.

### Gefangenschaft und Hinrichtung

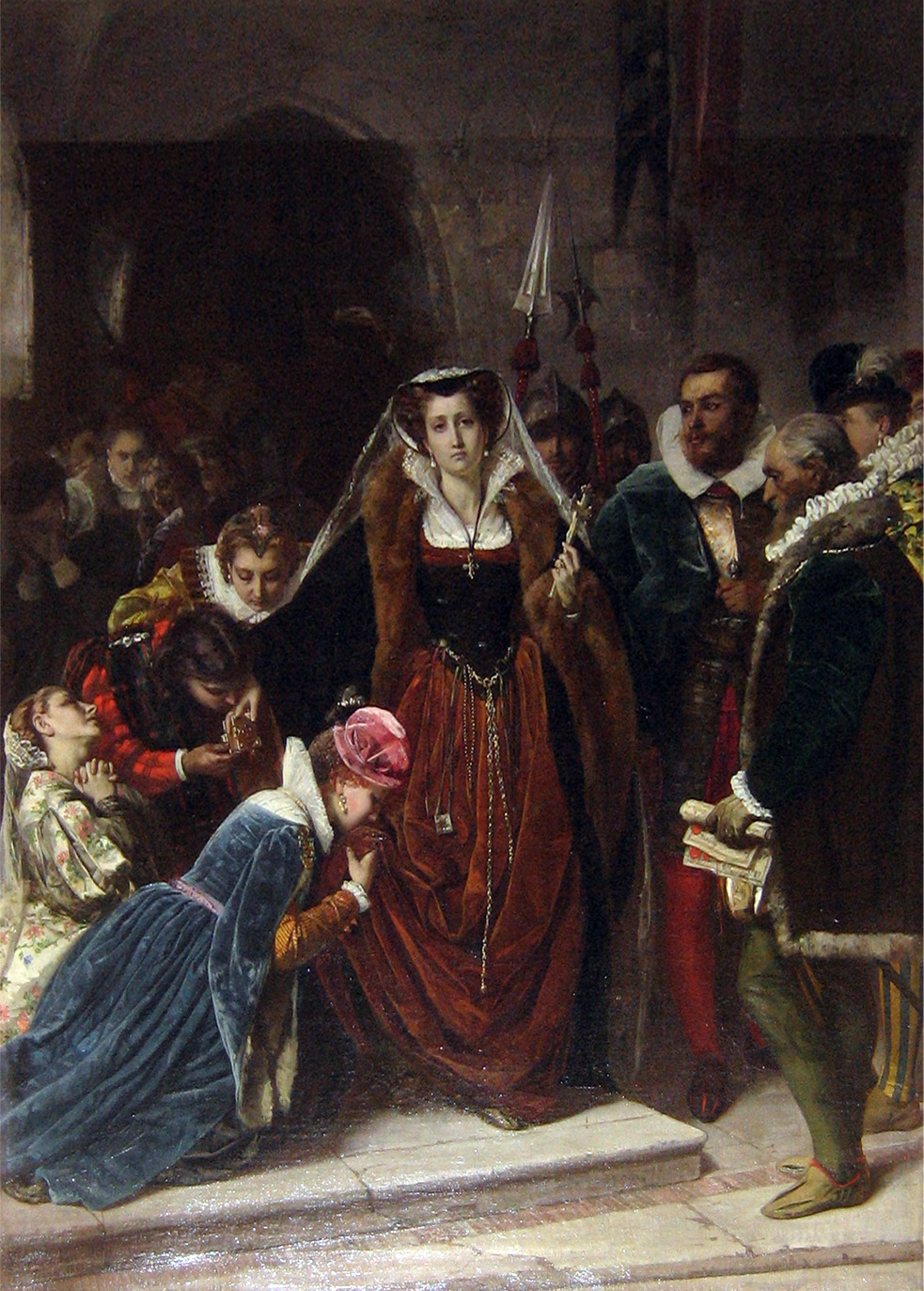
Maria Stuart auf dem Weg zum Schafott (Gemälde von Scipione Vannutelli, 1861)

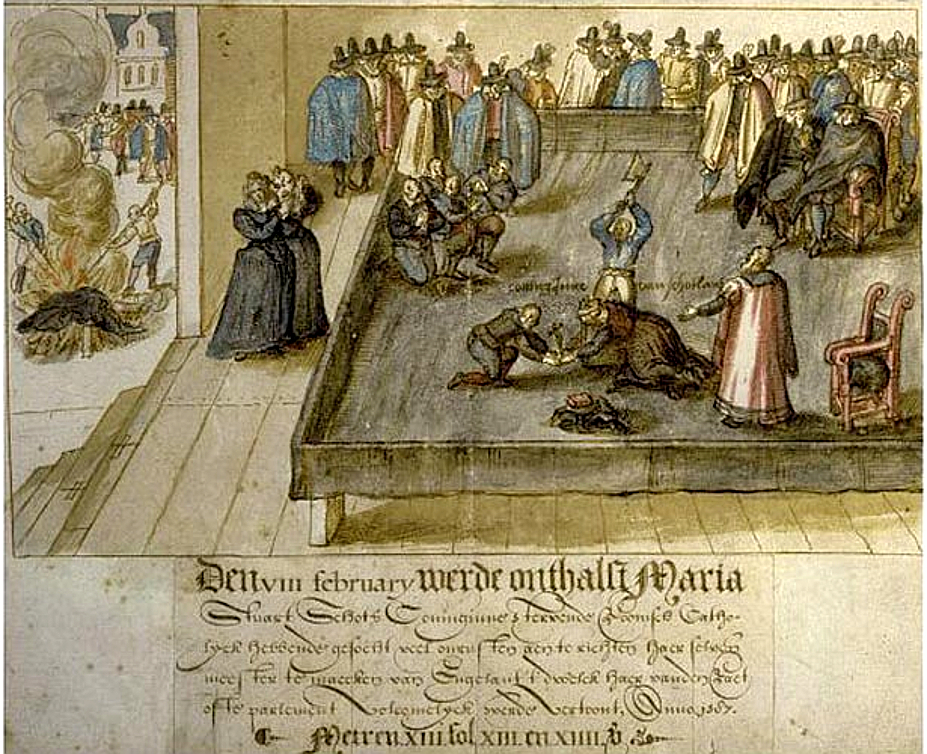
Die Hinrichtung Maria Stuarts, Buchillustration von 1613

Es folgten 18 Jahre Haft, zum Teil unter angenehmen Bedingungen, in verschiedenen englischen Burgen und Schlössern (z. B. Bolton Castle, Chatsworth House, Sheffield, Buxton, Tutbury Castle, Chartley und zuletzt Fotheringhay). Diese Anlagen wurden deshalb gewählt, weil sie sowohl von Schottland als auch von London weit genug entfernt waren. Die meiste Zeit befand sich Maria unter der Obhut von George Talbot, 6. Earl of Shrewsbury und seiner Ehefrau Bess of Hardwick. Marias dritter Ehemann, der Earl of Bothwell, war in Norwegen verhaftet und nach Dänemark gebracht worden, wo er eingekerkert wurde und dem Wahnsinn anheimfiel. Er starb 1578.
1570 wurde Elisabeth durch die Repräsentanten Karls IX. von Frankreich erneut überzeugt, Maria wieder auf den schottischen Thron zu bringen. Ihre Vorbedingung war jedoch die Ratifikation des Vertrages von Edinburgh, dessen Unterzeichnung Maria jedoch weiterhin ablehnte. Dennoch verhandelte William Cecil auf Weisung Elisabeths hin weiter mit Maria. Elisabeth wich einer persönlichen Begegnung mit Maria, die letztere stets herbeisehnte, immer aus. Die Ridolfi-Verschwörung (ein Plan zur Ermordung Elisabeths und zur Einsetzung Maria Stuarts als englische Königin durch spanische Truppen, in den Maria eindeutig verwickelt war) ließ Elisabeth erneut ihr Vorgehen überdenken. 1572 verabschiedete das Parlament auf Veranlassung der Königin ein Gesetz, das Maria von der englischen Thronfolge ausschloss. Unerwartet verweigerte Elisabeth jedoch die Zustimmung zu dem Gesetz, da sie erneut ihre Meinung geändert hatte.

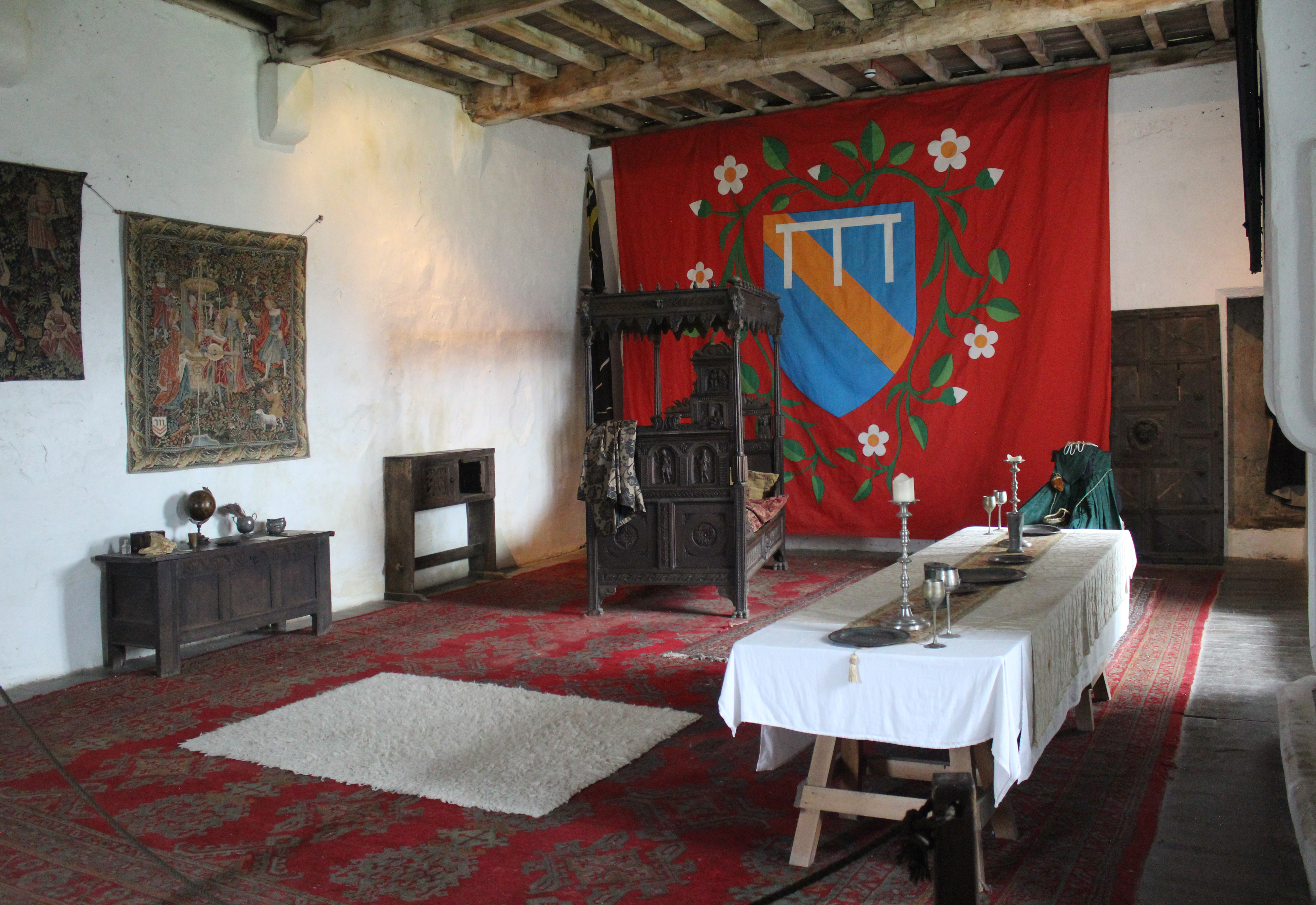
Schlafkammer von Mary in Bolton Castle, wo sie 1568 gefangen gehalten wurde

Maria wurde für Elisabeth zu einer untolerierbaren Last, da sie sich in immer mehr Komplotte verwickeln ließ, was ihre abgefangenen Briefe bewiesen. Nach der Hinrichtung der Babington-Verschwörer (20.–21. September 1586) wurde Maria Stuart Ende September 1586 nach Fotheringhay gebracht. Eine vom 15. bis 16. Oktober 1586 tagende Kommission aus 40 (teils katholischen) Adeligen befand über Marias Schuld. Am 25. Oktober 1586 wurde Maria Stuart des Hochverrats für schuldig befunden, da sie an der Babington-Verschwörung – einem geplanten Anschlag auf Elisabeths Leben – beteiligt war. Auf der Parlamentsversammlung vom 29. Oktober 1586 forderten Ober- und Unterhaus per Petition einstimmig die sofortige Hinrichtung. Diese Petition wurde Elisabeth I. am 12. November 1586 in Richmond überreicht. Maria Stuart erfuhr am 16. November 1586 von der Entscheidung des Parlaments und der drohenden Hinrichtung.
Doch erst am 1. Februar 1587 unterzeichnete Elisabeth die Hinrichtungsurkunde; sie hatte vorher noch versucht, den Gefängniswärter Sir Amyas Paulet dazu zu bringen, Maria zu ermorden (für die herrschende Klasse war der Gedanke unerträglich, eine gesalbte Königin vor Gericht abzuurteilen und hinzurichten – man bevorzugte Mord), um die Hinrichtung zu umgehen. Am 7. Februar 1587 wurde Maria Stuart über das Todesurteil und den Hinrichtungstermin unterrichtet. Einen Tag später (fast auf den Tag 20 Jahre nach der Ermordung ihres zweiten Ehemannes Lord Darnley), am Mittwoch, dem 8. Februar 1587 (laut heutigem Gregorianischen Kalender am 18. Februar), wurde Maria Stuart um 10 Uhr in der Großen Halle von Schloss Fotheringhay hingerichtet.

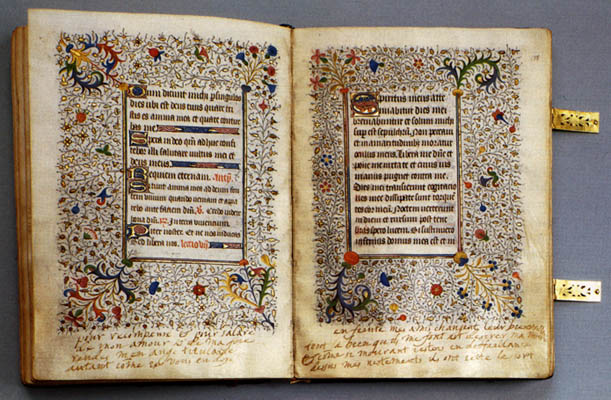
Marias persönliches Stundenbuch (mit handschriftlichen Notizen), das sie mit auf das Schafott nahm, ist heute in der russischen Nationalbibliothek in Sankt Petersburg zu sehen.

Der Ablauf der Hinrichtung ist überliefert. Sie erschien wie eine Nonne an der Hinrichtungsstätte, in einem schwarzen Satinkleid, das mit schwarzem Samt gesäumt war. Am Gürtel trug sie zwei Rosenkränze. Ein weißer Schleier bedeckte ihr Haar. Als sie am Schafott den Schleier und die dunkle Überbekleidung ablegte, sah man, dass sie darunter einen dunkelroten Samtunterrock und ein dunkelrotes Satinmieder trug. Die rote Farbe ihrer Unterkleidung war vermutlich bewusst gewählt. Im europäischen Kulturkreis symbolisierte Rot Märtyrertum, Mut und königliches Blut.
Der Scharfrichter war ungeübt und nervös; er benötigte drei Schläge mit der Axt, um Marias Kopf vom Körper zu trennen. Der erste Schlag traf den Hinterkopf. Da Maria keine Reaktion zeigte, führte dieser Schlag vermutlich schon zu Bewusstlosigkeit oder Tod. Der zweite Schlag traf zwar den Hals, durchtrennte aber nicht alle Muskelstränge. Erst der dritte Schlag trennte den Kopf vom Rumpf.
Eine Legende berichtet, dass nach der Hinrichtung der Henker mit den Worten „Es lebe die Königin“ den Kopf von Maria Stuart an den Haaren emporhob, um ihn der Menge zu präsentieren. Es blieb dabei aber nur die Perücke in seiner Hand, während ihr Kopf, mit kurzgeschorenem grauem Haar, herunterfiel und auf das Schafott rollte. Die Lippen der Enthaupteten sollen sich noch etwa 15 Minuten bewegt haben.
Maria Stuart wurde am 31. Juli 1587 vorerst in der Kathedrale von Peterborough beigesetzt. Doch wurde der Leichnam im September 1612 exhumiert, als ihr Sohn, der als Jakob I. in Personalunion auch über England herrschte, die Beisetzung in der Westminster Abbey anordnete. Dort ruht sie noch heute, neun Meter vom Grab ihrer Tante zweiten Grades, Elisabeth I., entfernt.

## Vorfahren
| Jakob III. | Jakob III. | Jakob III. | Jakob III. | Jakob III. | Jakob III. |           |           | Margarethe von Dänemark | Margarethe von Dänemark | Margarethe von Dänemark | Margarethe von Dänemark | Margarethe von Dänemark | Margarethe von Dänemark |          |          | Heinrich VII. | Heinrich VII. | Heinrich VII. | Heinrich VII. | Heinrich VII.  | Heinrich VII.  |                |                | Elizabeth of York | Elizabeth of York | Elizabeth of York | Elizabeth of York | Elizabeth of York | Elizabeth of York |  |  | René II., Herzog von Lothringen | René II., Herzog von Lothringen | René II., Herzog von Lothringen | René II., Herzog von Lothringen | René II., Herzog von Lothringen | René II., Herzog von Lothringen |                       |                       | Philippa von Geldern  | Philippa von Geldern  | Philippa von Geldern | Philippa von Geldern | Philippa von Geldern | Philippa von Geldern |                |                | François de Bourbon | François de Bourbon | François de Bourbon | François de Bourbon | François de Bourbon   | François de Bourbon   |                       |                       | Marie von Luxembourg-Saint Paul | Marie von Luxembourg-Saint Paul | Marie von Luxembourg-Saint Paul | Marie von Luxembourg-Saint Paul | Marie von Luxembourg-Saint Paul | Marie von Luxembourg-Saint Paul |
| Jakob III. | Jakob III. | Jakob III. | Jakob III. | Jakob III. | Jakob III. |           |           | Margarethe von Dänemark | Margarethe von Dänemark | Margarethe von Dänemark | Margarethe von Dänemark | Margarethe von Dänemark | Margarethe von Dänemark |          |          | Heinrich VII. | Heinrich VII. | Heinrich VII. | Heinrich VII. | Heinrich VII.  | Heinrich VII.  |                |                | Elizabeth of York | Elizabeth of York | Elizabeth of York | Elizabeth of York | Elizabeth of York | Elizabeth of York |  |  | René II., Herzog von Lothringen | René II., Herzog von Lothringen | René II., Herzog von Lothringen | René II., Herzog von Lothringen | René II., Herzog von Lothringen | René II., Herzog von Lothringen |                       |                       | Philippa von Geldern  | Philippa von Geldern  | Philippa von Geldern | Philippa von Geldern | Philippa von Geldern | Philippa von Geldern |                |                | François de Bourbon | François de Bourbon | François de Bourbon | François de Bourbon | François de Bourbon   | François de Bourbon   |                       |                       | Marie von Luxembourg-Saint Paul | Marie von Luxembourg-Saint Paul | Marie von Luxembourg-Saint Paul | Marie von Luxembourg-Saint Paul | Marie von Luxembourg-Saint Paul | Marie von Luxembourg-Saint Paul |
|            |            |            |            |            |            |           |           |                         |                         |                         |                         |                         |                         |          |          |               |               |               |               |                |                |                |                |                   |                   |                   |                   |                   |                   |  |  |                                 |                                 |                                 |                                 |                                 |                                 |                       |                       |                       |                       |                      |                      |                      |                      |                |                |                     |                     |                     |                     |                       |                       |                       |                       |                                 |                                 |                                 |                                 |                                 |                                 |
|            |            |            |            | Jakob IV.  | Jakob IV.  | Jakob IV. | Jakob IV. | Jakob IV.               | Jakob IV.               |                         |                         |                         |                         |          |          |               |               |               |               | Margaret Tudor | Margaret Tudor | Margaret Tudor | Margaret Tudor | Margaret Tudor    | Margaret Tudor    |                   |                   |                   |                   |  |  |                                 |                                 |                                 |                                 | Claude I. de Lorraine           | Claude I. de Lorraine           | Claude I. de Lorraine | Claude I. de Lorraine | Claude I. de Lorraine | Claude I. de Lorraine |                      |                      |                      |                      |                |                |                     |                     |                     |                     | Antoinette de Bourbon | Antoinette de Bourbon | Antoinette de Bourbon | Antoinette de Bourbon | Antoinette de Bourbon           | Antoinette de Bourbon           |                                 |                                 |                                 |                                 |
|            |            |            |            | Jakob IV.  | Jakob IV.  | Jakob IV. | Jakob IV. | Jakob IV.               | Jakob IV.               |                         |                         |                         |                         |          |          |               |               |               |               | Margaret Tudor | Margaret Tudor | Margaret Tudor | Margaret Tudor | Margaret Tudor    | Margaret Tudor    |                   |                   |                   |                   |  |  |                                 |                                 |                                 |                                 | Claude I. de Lorraine           | Claude I. de Lorraine           | Claude I. de Lorraine | Claude I. de Lorraine | Claude I. de Lorraine | Claude I. de Lorraine |                      |                      |                      |                      |                |                |                     |                     |                     |                     | Antoinette de Bourbon | Antoinette de Bourbon | Antoinette de Bourbon | Antoinette de Bourbon | Antoinette de Bourbon           | Antoinette de Bourbon           |                                 |                                 |                                 |                                 |
|            |            |            |            |            |            |           |           |                         |                         |                         |                         |                         |                         |          |          |               |               |               |               |                |                |                |                |                   |                   |                   |                   |                   |                   |  |  |                                 |                                 |                                 |                                 |                                 |                                 |                       |                       |                       |                       |                      |                      |                      |                      |                |                |                     |                     |                     |                     |                       |                       |                       |                       |                                 |                                 |                                 |                                 |                                 |                                 |
|            |            |            |            |            |            |           |           |                         |                         |                         |                         | Jakob V.                | Jakob V.                | Jakob V. | Jakob V. | Jakob V.      | Jakob V.      |               |               |                |                |                |                |                   |                   |                   |                   |                   |                   |  |  |                                 |                                 |                                 |                                 |                                 |                                 |                       |                       |                       |                       |                      |                      | Marie de Guise       | Marie de Guise       | Marie de Guise | Marie de Guise | Marie de Guise      | Marie de Guise      |                     |                     |                       |                       |                       |                       |                                 |                                 |                                 |                                 |                                 |                                 |
|            |            |            |            |            |            |           |           |                         |                         |                         |                         | Jakob V.                | Jakob V.                | Jakob V. | Jakob V. | Jakob V.      | Jakob V.      |               |               |                |                |                |                |                   |                   |                   |                   |                   |                   |  |  |                                 |                                 |                                 |                                 |                                 |                                 |                       |                       |                       |                       |                      |                      | Marie de Guise       | Marie de Guise       | Marie de Guise | Marie de Guise | Marie de Guise      | Marie de Guise      |                     |                     |                       |                       |                       |                       |                                 |                                 |                                 |                                 |                                 |                                 |
|            |            |            |            |            |            |           |           |                         |                         |                         |                         |                         |                         |          |          |               |               |               |               |                |                |                |                |                   |                   |                   |                   |                   |                   |  |  |                                 |                                 |                                 |                                 |                                 |                                 |                       |                       |                       |                       |                      |                      |                      |                      |                |                |                     |                     |                     |                     |                       |                       |                       |                       |                                 |                                 |                                 |                                 |                                 |                                 |
|            |            |            |            |            |            |           |           |                         |                         |                         |                         |                         |                         |          |          |               |               |               |               |                |                |                |                |                   |                   |                   |                   | Maria Stuart      |                   |  |  |                                 |                                 |                                 |                                 |                                 |                                 |                       |                       |                       |                       |                      |                      |                      |                      |                |                |                     |                     |                     |                     |                       |                       |                       |                       |                                 |                                 |                                 |                                 |                                 |                                 |

## Persönlichkeit

### Aussehen
Maria Stuart kam am 8. Dezember 1542 in Linlithgow Palace zur Welt. In ihrer Kindheit erkrankte sie an den Windpocken, erholte sich aber im Gegensatz zu anderen Kindern vollständig, sodass man ihr später nicht ansah, dass sie diese Krankheit erlitten hatte.
Maria Stuart hatte helle Haut und langes, rotbraunes Haar. Antoinette de Bourbon schrieb an Marias Mutter, dass Maria das hübscheste Mädchen von allen sei und dass sie später noch bezaubernder sein würde. Maria besaß laut Aussagen von Antoinette eine schöne Gesichtsform mit einem etwas langen Kinn.
Ihre Nase war lang und glich stark der ihrer Mutter Marie de Guise.
Vor allem am französischen Hof entsprach Maria dem Schönheitsideal: eine große Stirn, feine Augenbrauen, kleine (braune) Augen und ein zierlicher Mund mit feinen Lippen. Als Heinrich II. (Frankreich) Maria zum ersten Mal begegnete, sagte er, dass sie sowohl makellose Manieren als auch makellose Schönheit besaß und das perfekteste Kind war, das er jemals zu Gesicht bekommen hatte. Seit jenem Tag bezeichnete er die kleine Maria als seine eigene Tochter.
Mit vierzehn Jahren stach Maria aus der Menge heraus. Besonders war ihre überdurchschnittliche Körpergröße. Berichten zufolge wurde sie etwa ein Meter achtzig groß, während die Frauen in Frankreich im Durchschnitt ungefähr 1,62 m maßen.
Der Dichter Ronsard sah an Maria Stuart eine Ähnlichkeit mit der römischen Göttin Aurora und meinte, Maria sei „noch schöner [als Aurora].“

### Charakter
Maria wurde als frühreifes und lebhaftes Mädchen beschrieben, das bestrebt war, seine Emotionen zu beherrschen. Während sie am französischen Hof unterrichtet wurde, zeigte sie sich stets motiviert und fleißig.
Die junge Königin von Schottland setzte oft ihren Willen durch, so etwa, als ihre Hofdame Parois den Haushalt Marias verließ. Parois schien neidisch auf die kleine Maria gewesen zu sein und schickte allzu gerne Briefe an Marie de Guise, immer wenn Maria sich widersetzte oder ungehorsam war. Einmal berichtete Parois, dass Maria sich weigerte, Schmuck abzulegen, als sie angeblich „viel zuviel Schmuck“ getragen hatte. Dann schrieb auch Maria einen Brief an ihre Mutter, in dem sie sie anflehte, der Hofdame nicht zu glauben; sie hatten sich über Marias Kleiderschrank gestritten, da Maria der Meinung war, dass sie nicht genug Kleider besaß, die ihr noch passten, weil sie schnell heranwuchs.
Noch kaum eine Jugendliche, begann sie, sich wie eine junge Dame zu benehmen, besonders bei Konfrontationen oder Diskussionen. Ihr ganzes Leben lang war Maria zu naiv und leichtgläubig. Sie vertraute zu schnell und den falschen Menschen.
Als junge Erwachsene zurück in Schottland, zeigte sie lebhaftes Interesse an den Bewohnern ihres Landes, dabei ließ sie auch die Highlander nicht außer Acht und lauschte deren Musik, während sich die Schotten der Lowlands gegenüber den Highlandern eher abschätzig verhielten.

### Krankheiten
Meist genoss Maria Stuart eine stabile Gesundheit. Mit 13 Jahren erkrankte sie für mehrere Monate. Zu den Symptomen zählten Fieber, Kälteschauer, stechende Kopfschmerzen. Dies waren die Symptome einer Krankheit, die im 16. Jahrhundert „sweat“ („Schwitzen/Schweiß“) genannt wurde. Sie glich der Schweißkrankheit, die in England während der Tudor-Dynastie epidemisch auftrat.
Von klein auf litt Maria Stuart periodisch an Porphyrie. Maria hatte oft Stimmungsschwankungen. Sie trug deswegen einen Amethyst, da sie glaubte, dass er magische Heilkräfte gegen Melancholie besitze. Sie war oft depressiv und brach gelegentlich unvermittelt in Tränen aus.

## Maria Stuart in der Kunst
Maria Stuarts Leben und insbesondere ihr Konflikt mit Königin Elisabeth I. von England ist seit ihrem Tod ein beliebter Stoff der künstlerischen Rezeption. Frühe Werke über sie entstanden bereits in den ersten Jahren nach der Hinrichtung, vor allem motiviert durch katholische Autoren, die sie als Märtyrerin glorifizierten.

### Maria Stuart in Literatur und Theater

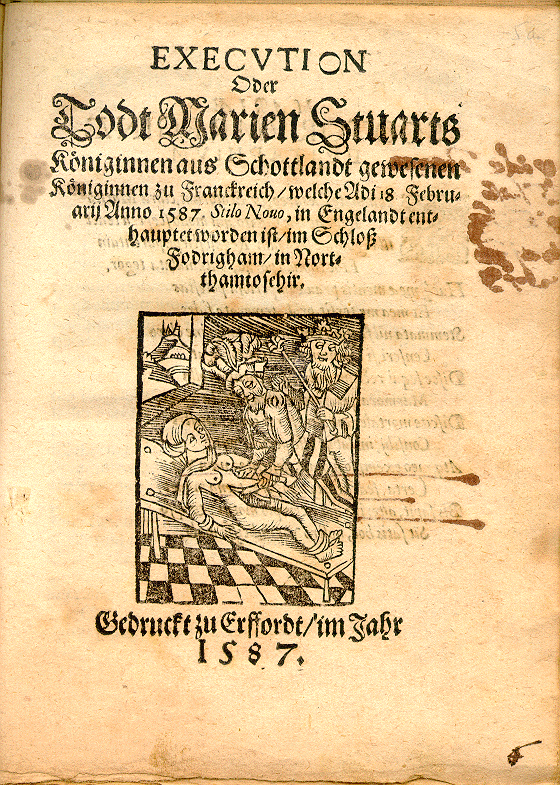
Flugschrift zu Execution Oder Todt Marien Stuarts, Erfurt 1587 (Volltext)

Bereits 1587 erschien von einem Jesuiten ein Gedicht zu Ehren Maria Stuarts. Weitere Gedichte und Geschichten folgten im ausgehenden 16. und im 17. Jahrhundert. Eines der wichtigsten Werke über Maria Stuarts Leben ist Friedrich Schillers Tragödie Maria Stuart (1800). Einen auch ins Englische übersetzten Maria-Stuart-Roman verfasste Margarete Kurlbaum-Siebert. Die bekannteste Biographie Maria Stuarts im deutschsprachigen Raum schrieb Stefan Zweig 1935. In seiner Biografie wertet Zweig zeitgenössische englische, schottische und französische Quellen aus. Die große Aufmerksamkeit, die Maria Stuart in der europäischen Literatur erzeugt hat, erklärt Zweig mit der Vielfalt an Deutungsmöglichkeiten zum Leben der Königin: „Als das geradezu klassische Kronbeispiel für solchen unausschöpfbaren Geheimreiz eines historischen Problems darf die Lebenstragödie Maria Stuarts gelten.“ Eine weitere, neuere Biographie gibt es vom Autor Michel Duchein (2003). Anka Muhlstein und Sylvia Jurewitz-Freischmidt veröffentlichten jeweils Doppelbiographien der Rivalinnen Maria Stuart und Elisabeth I. Ein historischer Roman von Margaret George basiert ebenfalls auf Maria Stuarts Leben. Der historische Roman Das Fundament der Ewigkeit von Ken Follett behandelt unter anderem auch ausführlich das Leben von Maria Stuart.
Über Maria Stuart gibt es außerdem Theaterstücke, etwa von Wolfgang Hildesheimer, Mary Stuart (1970), oder von Elfriede Jelinek, Ulrike Maria Stuart (2006), und ein Broadway-Stück von Maxwell Anderson. Robert Bolt schrieb 1971 ein Theaterstück, bei dessen Uraufführung seine Ehefrau Sarah Miles Maria Stuart darstellte.

### Maria Stuart in der Musik
Bereits im 17. Jahrhundert komponierte Giacomo Carissimi ein Lamento in morte di Maria Stuarda, in dem die Königin aus der eigenen Sicht, bzw. derjenigen des katholischen Südeuropa, als eine Art Märtyrerin dargestellt wird.
Die berühmteste Oper über die Königin ist die 1835 sehr frei nach Friedrich Schillers Tragödie entstandene Oper Maria Stuarda von Gaetano Donizetti. Auf der Opernbühne erscheint sie unter anderem auch in Maria Stuarda, regina di Scozia von Saverio Mercadante (1821), der gleichnamigen Oper von Carlo Coccia (1827) und in Mary Queen of Scots von Thea Musgrave (1977) (siehe auch: „Vorgängerwerke und Nachfolger“ im Artikel Maria Stuarda).
Am 26. März 1840 komponierte Richard Wagner (1813–1883) in Paris das Lied Adieux de Marie Stuart auf einen Text von Pierre-Jean de Béranger (1780–1857).
1852 komponierte Robert Schumann (1810–1856) fünf Lieder auf Gedichte von Maria Stuart, op. 135 und schenkte sie im selben Jahr seiner Frau Clara zum Weihnachtsfest. Die Lieder auf Übersetzungen von Gisbert von Vincke tragen die Titel: Abschied von Frankreich, Nach der Geburt ihres Sohnes, An die Königin Elisabeth, Abschied von der Welt und Gebet, wobei nur das dritte und vierte als authentisch gelten.
1899 wurde in der von Max Runze besorgten Gesamtausgabe sämtlicher Lieder und Balladen von Carl Loewe (1796–1869) zum ersten Mal ein Lied mit dem Titel Gesang der Königin Maria Stuart auf den Tod Franz II. (nach Art der altfranzösischen Volkslieder) veröffentlicht. Im Vorwort zum zweiten Band der Gesamtausgabe, in dem sich das Lied befindet, heißt es: „Den Text des 1560 gedichteten Liedes hat der französische Historiker Pierre de Brantôme (1540–1614) in seinen Dames illustres (Oeuvres 5,88) überliefert; danach Le Roux de Lincy, Recueil de chants historiques francais 2, 225 (1842).“ Gewidmet hat Loewe das Lied seiner Tochter Julie von Bothwell. Der Herausgeber bemerkt außerdem: „Offenbar stützt sich Loewe in diesem Gesang auf altfranzösische Melodien und Rhythmen. Komponiert vermutlich in späterer Zeit.“ Die Ausgabe des Liedes bei Breitkopf & Härtel in Leipzig ist zweisprachig – ein deutscher Text stammt aus der Feder von A. R.
An diesem heutigen Tage (1975), Monodram für eine Schauspielerin und Schlagzeug von Wilfried Hiller. Text von Elisabet Woska nach Briefen der Maria Stuart in der deutschen Übertragung von Hans-Henning von Voigt-Alastair. Uraufführung als Fernsehoper im ZDF 1974.
Maggie Reilly sang das Lied To France auf Mike Oldfields Album Discovery aus der Sicht von Maria. Weitere Rezeptionen in der modernen Rock- und Pop-Musik stammen von Lou Reed (Sad Song 1973 mit Maria Stuart gewidmeten Versen), Fairport Convention (Fotheringay 1969 über Maria Stuarts Haft) und Grave Digger (zwei Songs über die Zeit im Gefängnis und die letzten Tage vor der Hinrichtung).
Am 4. April 2008 fand im Waldau-Theater in Bremen die Uraufführung des Musicals Maria Stuart, Königin der Schotten als Inszenierung der Bremer Musical Company statt. Die Musik stammt von Thomas Blaeschke, das Libretto von Kerstin Tölle.

### Maria Stuart in Film und Fernsehen
Zu den Verfilmungen ihres Lebens gehören:
- 1895 The Execution of Mary Stuart von Thomas Alva Edison
- 1927 Maria Stuart mit Fritz Kortner und mit Magda Sonja von Friedrich Fehér
- 1936 Maria von Schottland mit Katharine Hepburn und Fredric March
- 1940 Das Herz der Königin mit Zarah Leander und Willy Birgel
- 1971 Maria Stuart, Königin von Schottland mit Vanessa Redgrave und Glenda Jackson
- 2004 Maria Stuart – Blut, Terror und Verrat mit Clémence Poésy
- 2007 Elizabeth – Das goldene Königreich mit Samantha Morton als Maria Stuart und Cate Blanchett als Elisabeth I
- 2013 Mary Queen of Scots von Thomas Imbach
- 2013–2017 Reign mit Adelaide Kane und Toby Regbo; US-amerikanische Serie von Warner Bros Television und CBS Television Studios
- 2018 Maria Stuart, Königin von Schottland mit Saoirse Ronan

### Bildende Kunst
Im Tafelservice berühmter Frauen von Vanessa Bell und Duncan Grant von 1934 ist ihr ein Teller gewidmet.

## Ausstellung
- 2013: Mary, Queen of Scots, National Museums of Scotland, Edinburgh.